# Chaerephon johorensis
Chaerephon johorensis är en fladdermusart som först beskrevs av George Edward Dobson 1873.  Chaerephon johorensis ingår i släktet Chaerephon och familjen veckläppade fladdermöss. Inga underarter finns listade i Catalogue of Life.
Denna fladdermus förekommer på södra Malackahalvön. Arten vistas i låglandet och vilar i städsegröna skogar. Den jagar insekter i öppna områden.